# Metriophasma armatus
Metriophasma armatus är en insektsart som först beskrevs av Ludwig Redtenbacher 1906.  Metriophasma armatus ingår i släktet Metriophasma och familjen Pseudophasmatidae. Inga underarter finns listade i Catalogue of Life.